# فرتيليد
فرتيليد هو سماد عضوي انتهى إنتاجه في عام 1992. كان سماد فرتيليد واحدًا من أوائل الأسمدة المعتمدة عضويًا، والتي اعترف بها اعتماد كاليفورنيا للمواد العضوية في عام 1979. لم تبدأ العملية الوطنية للحصول على الشهادة في الولايات المتحدة الأمريكية حتى عام 1990 وفقًا لقانون الأغذية العضوية الوطنية. مُنح سماد فرتيليد قبل ذلك في يناير 1954 أول اقتباس من مكتب براءات الاختراع.

## لمحة تاريخية
كان جون سي بورتر الأب (مواليد 1909 - توفي 2008) هو أوّل من طوّر منتج سماد فرتيليد بالتعاون مع زوجته فيديل سي بورتر. صنع جون بورتر، والذي كان مهندسًا زراعيًا وكيميائي تربة صاحب رؤية، منتجات قائمة على الفلسفة القائلة بأن المرء يجب أن يعمل مع الطبيعة وليس ضدها، لذلك، ونظرًا لأن التربة مصنوعة بشكل طبيعي يجب معالجتها من خلال فهم عمليات الطبيعة، ومن ثم المساعدة والدعم بمنتجات مصنوعة بشكل طبيعي. قاد بورتر مع زوجته منذ خمسينيات القرن العشرين حملة لوقف الاستخدام المفرط للأسمدة الكيماوية ومبيدات الآفات المشتقة من البتروكيماويات.
أسفرت سنوات طويلة من البحث عن تطوير بورتر وزوجته لبرنامج شامل أظهر القدرة على تعزيز خصوبة التربة مع تحسين إنتاجية المحاصيل دون تكلفة بيئية.
أعلنت تقارير الأبحاث التي أجريت حول سماد فرتيليد من جامعة تكساس إيه آند إم،  وجامعات وكليات رائدة أخرى، بالإضافة إلى مشاريع بحثية موثقة أجرتها مؤسسة روكفلر، وشركة تراكور، واللجنة الوطنية للبن، وشركة إيلي ليلي وشركاه، وآخرون، مرارًا وتكرارًا عن أن استخدام سماد فرتيليد أدى إلى نمو محصول وجودة فائقين.
استُخدم سماد فرتيليد في إنتاج تركيبات مختلفة مصممة خصيصًا لإنتاج الفواكه، والخضروات، والمحاصيل الجذرية مثل الجزر والبطاطس وزراعة الأزهار ونباتات الحشائش، وزراعات الحدائق، والزراعة المنزلية، وتطبيقات نباتات المروج. لقد كان سماد فرتيليد حافزًا حيويًا عضويًا مثبتًا يعمل على تحسين جودة النباتات والفاكهة في أي حالة تربة تقريبًا.
ابتكر جون ف. بورتر نجل جون بورتر الأب أيضًا سماد فرتيغرو. وساعدت هذه التركيبة النباتات على الاستفادة من العناصر الغذائية الكيميائية بكفاءة أكبر، واستخدمت في محاصيل الحبوب، والخضروات عريضة الأوراق، ونباتات المروج التجارية. جاء سماد فرتيغرو أيضًا على شكل بخاخ الجريب الذي كان أقل تكلفة للتطبيقات واسعة النطاق، وقد قلل من المواد المتطايرة في الغلاف الجوي، وثبت أنه لا يتسرب إلى منسوب المياه الجوفية.

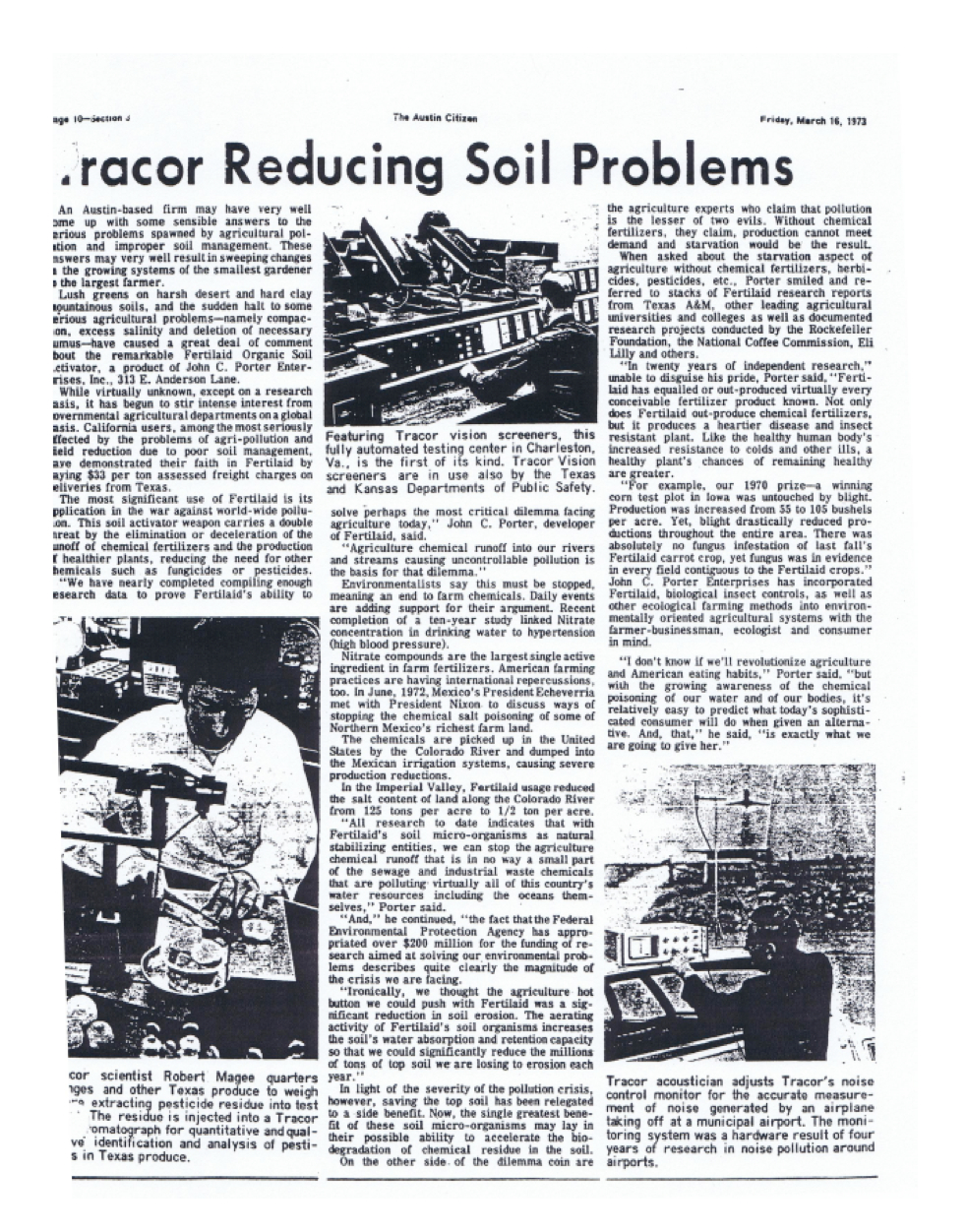
تقرير صحيفة أوستن سيتيزن

كانت منتجات الأسمدة تُصنع في منشآت واقعة في جنوب ووسط ولاية تكساس، وعلى ساحل خليج تكساس، وفي ولاية لويزيانا، ولكنها كانت تُستخدم في جميع أنحاء العالم.
كتبت صحيفة أوستن سيتيزن الأمريكية في 16 مارس 1973 أن أسمدة فرتيليد سينتج عنها تغييرات شاملة في أنظمة النمو تمتد من أصغر بستاني إلى أكبر مزارع سواء في الخضرة المورقة في الصحراء القاسية، أو في الطين الصلب، أو في التربة القلوية. وأن التوقف المفاجئ عن استخدامها تسبب في حدوث بعض المشكلات الزراعية الخطيرة، مثل الضغط، والملوحة الزائدة في التربة، وحذف الدبال الضروري.
توقف إنتاج سماد فرتيليد في عام 1992 بسبب محاولات الاستيلاء التنافسية.